# Karl Münch (Politiker)
Günther Friedrich Karl Münch (* 29. November 1819 in Sondershausen; † nach 29. April 1861) war 1850 bis 1859 Bürgermeister von Sondershausen im Fürstentum Schwarzburg-Sondershausen.

## Leben
Münch war ein Sohn des fürstlichen Mundkochs Johann Christian Mönch († 20. Februar 1829) und dessen Ehefrau Henriette Friederike geb. Franke († 2. September 1862). Er heiratete am 24. Dezember 1850 in Sondershausen Emilie Sophie Hesse (* 6. Oktober 1827 in Sondershausen), Tochter des Landwirts Johann Ernst Hesse.
Münch war bis April 1848 Forstgehilfe in Sondershausen. Ende 1847 beantragte Sondershausens Bürgermeister G. W. Carl Bertram seine Entpflichtung vom Amt. In der Folge wurde der bisherige Kämmerer Theodor Müller im März 1848 zum Bürgermeister ernannt, und Münch kam in die Stelle des Kämmerers. 1850 musste die Bürgerschaft einen neuen Magistrat wählen, zu dem erstmals auch ein zweiter Bürgermeister gehören sollte. Als erster Bürgermeister wurde Th. Müller bestätigt; zweiter Bürgermeister wurde Münch. Sein Nachfolger als Rendant wurde Friedrich Wilhelm Kiel. Nach Müllers Tod wurde Münch im Juli 1852 von den Bürgern auf 6 Jahre zum ersten Bürgermeister gewählt. Sein Nachfolger als zweiter Bürgermeister wurde wiederum W. Kiel. Im September 1855 erhielt er den Titel „Oberbürgermeister“. Nach 6 Jahren im Amt, im April 1858, wurde er vom Stadtparlament (jetzt „Stadtverordnetenversammlung“, früher „Gemeinderat“ und davor „Bürgervorsteher“) zum (ersten) Bürgermeister auf Lebenszeit gewählt.
Münch wurde zum Mitglied des Bezirksausschusses für 1855 bis 1858 gewählt. Infolge der neuen Bezirksordnung 1857 blieb er als erster Bürgermeister darüber hinaus Mitglied.
Münch war ab 1855 Mitglied, von 1855 bis 1858 stellvertretender Vorsitzender und 1858 Vorsitzender des Verwaltungsrats der Thüringischen Bank in Sondershausen.
Politisch war er ein Gegner des Märzministeriums unter Friedrich Chop und Parteigänger von Albert von Holleuffer. Vom 29. Dezember 1851 bis zum 23. Mai 1853 war er Abgeordneter im Landtag des Fürstentums Schwarzburg-Sondershausen.
Mitte März 1859 wurde Münch zusammen mit Kiel „wegen Einleitung der Criminal-Untersuchung gegen sie“ vom Amt suspendiert. Im Mai wurde Münch verhaftet und mit dem Vorwurf der Anstiftung zu einem Meineid und zu einer Fälschung sowie der unerlaubten Geschenkannahme angeklagt. In der Verhandlung vor dem Schwurgericht des Appellationsgerichts Weimar vom 29. November bis 1. Dezember 1859 wurden Münch und Kiel von allen Anklagepunkten freigesprochen. Dennoch wurden beide am 2. Dezember mit fürstlichem Reskript ihrer Ämter enthoben. Münch verließ das Fürstentum. Am 29. April 1861 richtete er aus Piotrków im Königreich Polen eine Bittschrift an den Fürsten von Schwarzburg-Sondershausen, da er in wirtschaftlicher Not sei. Danach verlaufen sich seine Spuren.

## Rechtsgrundlagen und Literatur

### Gesetze
- Provisorische Stadtordnung Arnstadt vom 7. Januar 1832. In: Arnstädtisches Regierungs- und Intelligenzblatt vom 21. Januar 1832, S. 9‒15.[23]
- Abänderung der provisorischen Städteordnung vom 27. März 1838. In: Gesetz-Sammlung 1838, Nr. 66.
- Gemeindeordnung vom 15. April 1850. In: Gesetz-Sammlung 1850, Nr. 28.
- Bezirksordnung vom 16. April 1850. In: Gesetz-Sammlung 1850, Nr. 29.
- Städteordnung vom 10. Juli 1857. In: Gesetz-Sammlung 1857, Nr. 65.
- Bezirksordnung vom 10. Juli 1857. In: Gesetz-Sammlung 1857, Nr. 64.

## Nachweise
1. ↑  Geburtsmitteilung in Regierungs- und Intelligenz-Blatt vom 29. Januar 1820, S. 40.
2. ↑  Todesanzeige und Kirchenamtsangabe in Regierungs- und Intelligenz-Blatt vom 22. Februar 1829, S. 63, bzw. 12. April, S. 117.
3. ↑  Todesanzeige in Der Deutsche. Sondershäuser Zeitung vom 6. September 1862, S. 848.
4. ↑  Heiratsangabe in Fürstlich Schwarzb. Regierungs- und Intelligenz-Blatt vom 1. Februar 1851, S. 45.
5. ↑  Todes- und Altersangabe in Fürstlich Schwarzb. Regierungs- und Intelligenz-Blatt vom 20. August 1859, S. 389.
6. ↑  Er war zum Bürgermeister auf Lebenszeit ernannt im September 1843 (Fürstlich Schwarzb. Regierungs- und Intelligenz-Blatt vom 30. September 1843, S. 315), entsprechend der Abänderung der provisorischen Städteordnung 1838.
7. ↑  Vorausgegangen waren einige Verhandlungen über die Kandidatur (Fürstlich Schwarzb. Regierungs- und Intelligenz-Blatt vom 25. Dezember 1847, S. 527, vom 5. Februar 1848, S. 51, und vom 11. März, S. 90).
8. ↑   Fürstlich Schwarzb. Regierungs- und Intelligenz-Blatt vom 25. März und vom 8. April 1848, S. 103 und 121.
9. ↑  Gemeindeordnung 1850.
10. ↑  Fürstlich Schwarzb. Regierungs- und Intelligenz-Blatt vom 22. Juni 1850, S. 270, und vom 6. Juli, S. 286.
11. ↑  Fürstlich Schwarzb. Regierungs- und Intelligenz-Blatt vom 21. Dezember 1850, S. 546. Kiel war der jüngste Sohn einer hochmusischen Familie, Bruder von Clemens August Kiel und Franziska Cornet; vgl. Allgemeine Theater-Chronik 21. Jg., 1852, S. 513.
12. ↑  am 4. Juni 1852; Todesanzeige und Standesamtsangabe in Fürstlich Schwarzb. Regierungs- und Intelligenz-Blatt vom 12. Juni und 28. August 1852, S. 213 bzw. 309.
13. ↑  Ein Einwand wegen unkorrekter Wahldurchführung wurde vom Bezirksausschuss abgelehnt. (Fürstlich Schwarzb. Regierungs- und Intelligenz-Blatt vom 31. Juli 1852, S. 271, und vom 28. August, Extrabeilage.)
14. ↑  nach einer Stichwahl gegen den Stadtschriftführer Eduard Kampf: Fürstlich Schwarzb. Regierungs- und Intelligenz-Blatt vom 21. und 28. August und 16. Oktober 1852, S. 298, 305 und 372.
15. ↑  Fürstlich Schwarzb. Regierungs- und Intelligenz-Blatt vom 29. September 1855, S. 455.
16. ↑  Städteordnung 1857, §§ 85ff.
17. ↑  Fürstlich Schwarzb. Regierungs- und Intelligenz-Blatt vom 17. April und 29. Mai 1858, S. 162 und 229.
18. ↑  Bezirksordnung 1850; Fürstlich Schwarzb. Regierungs- und Intelligenz-Blatt vom 9. Dezember 1854, S. 563.
19. ↑  Bezirksordnung 1857, § 10.
20. ↑  Fürstlich Schwarzb. Regierungs- und Intelligenz-Blatt vom 19. März 1859, S. 26.
21. ↑  Monatsschrift für Deutsches Städte- und Gemeindewesen Band V, Jg. 1859, S. 547.
22. ↑  Fürstlich Schwarzb. Regierungs- und Intelligenz-Blatt vom 3. Dezember 1859, S. 544.
23. ↑  Die Arnstädter Stadtordnung stimmt bis auf wenige Details mit der Sondershäuser Stadtordnung vom 25. November 1831 überein; letztere ist offenbar nicht publiziert.

| Personendaten    | Personendaten                                                |
| ---------------- | ------------------------------------------------------------ |
| NAME             | Münch, Karl                                                  |
| ALTERNATIVNAMEN  | Münch, Günther Friedrich Karl; Münch, Günther Friedrich Carl |
| KURZBESCHREIBUNG | deutscher Politiker                                          |
| GEBURTSDATUM     | 29. November 1819                                            |
| GEBURTSORT       | Sondershausen                                                |
| STERBEDATUM      | nach April 1861                                              |